# 1846年10月20日日食
1846年10月20日日食为一次在协调世界时1846年10月20日出現的日環食。該次日食食分為0.9567，食甚維持5分5秒。

## 概述
這次日食的食分是0.9567，環食維持5分5秒。

## 基本參數
- 類型：日環食
- 食甚資料：
  - 日期：1846年10月20日
  - 時間：7時46分12秒
  - 地點：19S 57E
  - 食分：0.9567
  - 日環食持續時間：5分5秒

## 外部連結
- NASA日食專頁（页面存档备份，存于）（英文）